# هيلديغارد
هيلديغارد (بالإنجليزية: Hildegarde)‏ هي مغنية أمريكية، ولدت في 1 فبراير 1906 في ويسكونسن في الولايات المتحدة، وتوفيت في 29 يوليو 2005 في نيويورك في الولايات المتحدة.

## وصلات خارجية
- هيلديغارد على موقع IMDb (الإنجليزية)
- هيلديغارد على موقع ميوزك برينز (الإنجليزية)
- هيلديغارد على موقع أول ميوزيك (الإنجليزية)
- هيلديغارد على موقع ديسكوغز (الإنجليزية)
- هيلديغارد على موقع ديسكوغز (الإنجليزية)
- هيلديغارد على موقع قاعدة بيانات الفيلم (الإنجليزية)